# Métodos de Mill
Os métodos de Mill são cinco métodos de indução descritos pelo filósofo John Stuart Mill em seu livro A System of Logic, de 1843. Esses métodos objetivam lançar luzes sobre o estudo da causa dos fenômenos.

## Método direto da concordância
"Se duas ou mais instâncias de um fenômeno sob investigação tem somente uma circunstância em comum, a circunstância, a qual todas as instâncias concordam, é a causa (ou efeito) do dado fenômeno."
Para uma propriedade ser uma condição necessária, ela deve estar sempre presente quando o efeito estiver presente. Obviamente, qualquer propriedade não presente quando o efeito é presente, não pode ser uma condição necessária ao efeito.
Simbolicamente, o método da concordância pode ser representado como:
A B C D ocorrem junto com w x y z

A E F G ocorrem junto com w t u v

——————————————————

Conseqüentemente A é a causa de w.

## Método da diferençaa
"Se um fenômeno ocorre em uma instância e não em uma outra, e as duas instâncias têm todas as circunstâncias em comum exceto uma, e a circunstância onde as duas instâncias diferem está presente na primeira e não na segunda, a tal circunstância é o efeito, a causa, ou, necessariamente, parte da causa do fenômeno."
Se um conjunto de circunstâncias leva a um dado fenômeno, e outro conjunto de circunstâncias não leva, e os dois conjuntos diferem em apenas um fator, que é presente no primeiro conjunto mas não no segundo, então o fenômeno pode ser atribuído a este fator.
Simbolicamente, o Método da diferença pode ser representado como:
A B C D ocorrem junto com w x y z

B C D ocorrem junto com x y z

——————————————————

Conseqüentemente A é a causa, ou o efeito, ou uma parte da causa de w.

## Método da junção entre concordância e diferença
"Se duas ou mais instâncias onde um fenômeno ocorre tem somente uma circunstância em comum, enquanto em duas ou mais outras instâncias onde o fenômeno não ocorre não têm nada em comum exceto a falta daquela circunstância, a circunstância na qual as instâncias diferem, é o efeito, ou a causa, ou necessariamente parte da causa do fenômeno."
Também chamado simplesmente de "método da junção", este princípio simplesmente representa a aplicação dos métodos da concordância e da diferença.
Simbolicamente, o Método da junção entre concordância e diferença pode ser representado como:
A B C ocorrem juntos com x y z	

A D E ocorrem juntos com x t w	e também B C ocorrem com y z

——————————————————

Conseqüentemente A é a causa, ou o efeito, ou parte da causa de x.

## Métodos dos resíduos
"Reduzindo-se de um fenômeno as partes previamente conhecidas como sendo efeitos de certos antecedentes, os resíduos do fenômeno são os efeitos dos antecedentes remanescentes."
Se um conjunto de fatores são conhecidos como as causas de um conjunto de fenômenos, e todos os fatores, exceto um, estão associados a todos os fenômenos, exceto um, então o fenômeno remanescente pode ser atribuído ao fator remanescente.
Simbilicamente, o Método dos resíduos pode ser representado como:
A B C ocorrem juntos com x y z	

B é conhecido como a causa de y

C é conhecido como a causa de z

——————————————————

Conseqüentemente A é a causa de x.

## Método das variações concomitantes
"Quando um fenômeno varia de uma maneira específica sempre que outro fenômeno varia, de sua maneira específica, as variações são causa ou efeito uma da outra."
Se um conjunto de circunstâncias leva a um fenômeno e alguma propriedade do fenômeno varia juntamente com algum fator existente nas circunstância, então o fenômeno pode ser atribuído a este fator. Por exemplo, suponha que várias amostras de água, contendo sal e chumbo, são verificadas que são tóxicas. Se o nível de toxicidade varia em conjunto com o nível de chumbo, pode-se atribuir a toxicidade à presença do chumbo.
Simbolicamente, o Método das variações concomitantes pode ser representado como (com ↑ representando um aumento):
A B C ocorrem junto com x y z	

A↑ B C resulta em x↑ y z.

—————————————————————

Conseqüentemente A e x são conectadas

## Referência
Copi, Irving; Carl Cohen (2001). Introduction to Logic. [S.l.]: Prentice Hall  ISBN 0130337358